# گندزدایی آب
برای گندزدایی آب از روش‌های مختلفی استفاده می‌شود. در این مقاله به بررسی و مقایسه بهداشتی این روش‌ها و همچنین بررسی از نظر ایمنی آن‌ها پرداخته می‌شود.
موادی که برای گندزدایی بیشتر مورد استفاده قرار می‌گیرند عبارتند از:
۱- گاز کلر
۲- پودر کلر
۳- آب ژاول
۴- مولتی اکسیدانت
۵- قرص کلر
مقایسه مزایا و معایب روش‌های گندزدایی مختلف
۱- ایمنی در سایت

## - گاز کلر
خطر نشت، کشنده در غلظت‌های پایین، به خطر انداختن سلامتی و جان همسایگان، احتیاج به لوازم اضافی ایمنی سالم، مشکلات ایمنی در حمل و نقل و حوادثی که ممکن است در جابجایی کپسول‌ها پیش بیاید.

## - پودر کلر
سمی و خطرناک، تنفس پودر آن می‌تواند ناراحتی‌های مزمن تنفسی را به وجود آورد، احتیاج به لوازم اضافی ایمنی دارد، تماس با پوست باعث سوختگی و سوزش و تغییر رنگ می‌شود، تماس با چشم حتی ۱ دقیقه می‌تواند منجر به کوری بشود، بلعیدن آن ممکن است باعث ضررهای جدی به معده و روده گردد، قابل انفجار می‌باشد.

## - آب ژاول
بخار آن سرفه‌آور بوده و ریه را می‌سوزاند، پوست و چشم را قرمز کرده و ایجاد حساسیت می‌کند. درصورت بلعیدن گلو را می‌سوزاند. شرایط نگهداری خاصی دارد و باید دور از نور خورشید نگهداری شود محل نگهداری باید درجه حرارت کنترل شده و پاینی داشته باشد، اتاق نگهداری باید دارای تهویه مخصوص برای خارج کردن هیدروژن تولید شده باشد، هیدروژن گاز بسیار خطرناک و قابل اشتعال نیز می‌باشد ومی تواند اثرات مخربی را به جا بگذارد.

## _مولتی اکسیدانت
در این روش از نمک طعام به عنوان ماده اولیه استفاده می‌گرد و به همین دلیل هیچگونه خطر ایمنی و بهداشتی را در محیط کار فراهم نمی‌سازد. تنها می‌بایست نمک مود استفاده در محیط خشک نگهداری شود تا کلوخه نگردد.
۲- مشکلات تأمین ماده اولیه

## -گاز کلر
می‌بایست از کارخانجات تولیدکننده خریداری و حمل شود، همیشه نگرانی در خصوص کمبود یا نبود آن در بازار وجود دارد، کارخانجات تولیدکننده به دلیل مشکلات زیست‌محیطی دائماً در خطر بسته شدن و تعطیلی می‌باشند.

## -پودر کلر
عرضه با کیفیت‌های مختلف و نامرغوب در بازار، وابستگی به کارخانجات تولیدکننده که در ایران کم هستند و اکثراً از کشورهای آسیای مانند چین وارد می‌گردند، پودر کلر بسیار ناپایدار است و از غلظت کلر آن به مرور زمان کاسته و اثربخشی آن بسیار کم می‌گردد، شرایط انباری بسیار سخت دارد که باید رطوبت و دما به شدت کنترل شود

## -آب ژاول
حمل و نقل آن دشوار و خطر نشست از کامیون‌های حمل و هنگام بارگیری و تخلیه به شدت وجود دارد، بسیار وابسته به کارخانجات تولیدکننده است و به دلیل مشکلات موجود و کارخانجات تولیدی می‌تواند در بازار نایاب شود. نگهداری طولانی مدت باعث کاهش اثربخشی آن می‌گردد. روزانه یک درصد از خلوص آن کاسته می‌شود

## -مولتی اکسیدانت آنولیت
از نمک به عنوان ماده اولیه استفاده می‌شود بیش از ۵۰۰ کارخانه تولید نمک در سراسر کشور وجود داردو به هیچ عنوان کمبود نخواهد داشت، قیمت آن بسیار پایین است.
۳- از دیدگاهمیزان اثرگذاری

## -گاز کلر
زمان تماس نسبتاً بالایی دارد (حدود ۳۰ دقیقه) حتی احتیاج به مخزن تماس وجود دارد و نمی‌توان مستقیماً در شبکه تزریق نمود شاخص ORP پایینی دارد و در نتیجه قدرت گندزدایی پایینی را خواهد داشت.
به دلیل تزریق نسبتاً بالا در ابتدای شبکه احتمال تولید THMها که سرطان زا می‌باشند در آب وجود دارد، تزریق زیاد باعث ایجاد پودر در آب می‌شود که مصرف‌کننده گاهی اوقات تغییر رنگ موقت را احساس می‌کنند.

## -پودر کلر
زمان تماس بالایی نیاز دارد (حدود ۴۵ دقیقه) نمی‌توان به صورت مستقیم به شبکه وارد نمود و احتیاج به مخزن جهت تماس دارد. مقدار تزریق به دلیل تک اکسیدانت بودن بالا است و احتمال تولید THMها را بالا می‌برد چنانچه اشتباهی در تزریق پیش بیاید و غلظت کلرپودری نیز بالا باشدبشدت روی کیفیت آب اثر می‌گذارد، ناخالصی آن مانند فلزات سنگین به دلیل نامرغوبی محصول در آب بسیار خطرناک و سرطان زا می‌باشد. در لوله‌های آب رسوب می‌نماید و بشدت بر روی لوله‌ها به خصوص فلزی اثرگذار است و مقداری از آن را خورده و به داخل آب هدایت می‌کند.

## -مولتی اکسیدانت
به دلیل وجود چند اکسیدانت و تقسیم وظایف برای هر یک، میزان تزریق کلر اولیه بسیار پایین و در نتیجه THMهای کمتری تولید می‌کند، چون نمک با خلوص بالای ۹۹/۵ درصد استفاده می‌شود و هیچگونه مواد اضافی وارد آب نمی‌گردد، عدم استفاده از هرگونه ناخالصی از جنس فلزات سنگین در پروسه تولید و در داخل سل، هیچگونه مواد خطرناکی وارد آب نمی‌گردد. به دلیل جدا نمودن سدیم، تزریق آن باعث شوری نمی‌گردد، به دلیل غلظت پایین کلر در محلول خطا در تزریق به هیچ عنوان بر روی کیفیت آب اثر نمی‌گذارد چون آبی که جهت تهیه آب نمک بکار می‌رود سختی صفر دارد و هیچ آلودگی در آن وجود ندارد، از این طریق نیز هیچ گونه آلاینده‌ای وارد آب نمی‌گردد، زمان تماس بسیار پایین نیاز دارد (حدود ۲۰ ثانیه) چون از مولتی اکسیدانت استفاده می‌شود.

## -آب ژاول
کوچکترین خطا در تزریق می‌تواند به شدت روی کیفیت آب تأثیر می‌گذارد، PH بالایی دارد و قدرت گندزدایی آن بسیار پایین است، زمان تماس بسیار بالایی را لازم دارد (بیشتر از ۴۵ دقیقه) بنابراین نمی‌توان بلافاصله به آب تزریق و وارد شبکه نمود. بشدت باعث تولید رسوب در لوله‌ها می‌شود، به دلیل ناخالصی‌های زیاد و مواد خطرناکی مانند فلزات سنگین که می‌تواند وارد آب شود و ایجاد THM را بالا ببرد، چنانچه آب شبکه دارای یون‌های فلزی باشد بشدت روی رنگ و حتی مزهٔ آب تأثیر می‌گذارد. آب ژاول به دلیل تولید بو و مزه خاص بر روی کیفیت آب برای مصرف‌کننده تأثیر می‌گذارد و آن را کاهش می‌دهد، به دلیل وجود سدیم در آب ژاول، شوری یا TDS آب شبکه تحت تأثیر قرار می‌گیرد، به دلیل غلظت بالای کلر در آب ژاول کنترل تزریق و میزان کلر ورودی سخت می‌باشد.

## -قرص کلر
قرص کلر تری کلرو ایزو سیانوریک اسید (Trichloroisocyanuric acid) متداول‌ترین ماده‌ای است که برای گندزدایی آب استخر مورد استفاده قرار می‌گیرد. در اثر واکنش قرص کلر با آب، ماده‌ای به نام هیپوکلرو اسید (HOCl) تولید می‌شود که با باکتری‌ها، ویروس‌ها و سایر میکروارگانیسم‌ها، ترکیب می‌شود و آنها را از بین می‌برد.
کلر موجود در قرص کلر همچنین دارای مزایایی از جمله موارد زیر است:
از رشد جلبک‌های استخر جلوگیری می‌کند.
با اکسید کردن آلاینده‌هایی همچون عرق و بزاق شناگران و گرد و خاک، آب استخر شما را تمیز و شفاف نگه می‌دارد.

## مقایسه الکترولیز باغشاء و بدون غشاء
- الکترولیز بدون غشاء (آب ژاول):
۱- به دلیل قبول آب ورودی با هر کیفیت و الکترولیز تمامی ترکیبات محلول در آب، کیفیت محصول همواره مورد سؤال می‌باشد.
۲- به دلیل تولید هیدروژن بسیار زیاد در پروسه تولید و حرارت تولید شده در سل در هنگام پایین آمدن جریان آب و بالا رفتن جریان داخل سل در این روش خطر انفجار بالاست.
3- pH محلول قلیایی بوده و در نتیجه شاخص ORP آن بسیار پایین است.
۴- محصول تولید شده در سیستم‌های بدون غشاء از قدرت گندزدایی بسیار پایینی برخوردار است و حداقل ۲۰ دقیقه برای گندزدایی نیاز دارد
۵- به دلیل عدم کنترل شرایط تولید و انتقال یون‌ها در محیط الکترولیز وجود ازن مورد سؤال است و نمی‌توان محلول را مولتی اکسیدانت دانست.
۶- حلالیت ازن بشدت درآب بالاست (بیش از ۱۳ برابر اکسیژن) ولی به شدن ناپایدار بوده و در اثر ازدیاد درجه حرارت ناپایداری بیشتر نیز می‌گردد. به همین دلیل به دلیل تولید حرارت در سل‌های بدون غشاء که از بدیهیات این روش می‌باشد امکان حضور ازن در خروجی بعید به نظر می‌رسد.
۷- ازن با یون هیدرواکسی (OH-) واکنش می‌دهد و هر چقدر غلظت این یون افزایش یابد (pH افزایش یابد) این واکنش شدت می‌یابد. یون هیدرکسید محصول جانبی یون هیپوکلرید (ClO-) در محصول هیپوکلراید سدیم بوده و به دلیل بالا رفتن pH در این محلول در اثر این واکنش ازن به شدت از بین می‌رود. واکنش بین OH- و O3 تا زمان حذف کامل O3 ادامه می‌یابد.
۸- به دلیل عدم توانائی جداسازی سدیم در محیط الکترولیز تزریق محصول می‌تواند بر روی کیفیت آب و بخصوص TDS آن اثر بگذارد.
۹- کنترل غلظت هیپوکلراید تولید شده در محیط الکترولیز به دلیل عدم توانایی کنترل اتوماتیکی جریان بسیار دشوار است و یکنواختی لازم را در تولید ندارد.
۱۰- این روش به هیچ وجه از نوآوری خاصی برخوردار نیست و سابقه تکنولوژی به جنگ جهانی دوم برمی گردد.
۱۱- به دلیل عدم کنترل غلظت و حرکت کاتیون‌ها و آنیون‌ها در محیط الکترولیز غلظت مواد در محصول تولید شده  کاملاً تصادفی بوده و تغییر در جنس آندها نمی‌تواند هدفمندی در تولید اجزاء ماده الکترولیت را سبب گردد.
۱۲- اصطلاح MMO (Multi Metal Oxidation) که در خصوص تکنولوژی چند لایه نشانی بر روی فلزات مختلف تعریف گردیده است که متأسفانه در کشور ما از سوی ارائه دهندگان این روش به غلط تولید مولتی اکسیدانت در محیط الکترولیز تلقی گشته که به هیچ وجه درست نمی‌باشد. البته در استفاده از تکنولوژی MMO بدون غشاء و تنها با یک یا دو لایه نشانی بر روی تیتانیوم در الکترولیز نمک طعام شرایط الکترولیز کاملاً ساده و از نوع عادی آن بوده و تولید مولتی اکسیدانت بخصوص O3 به هیچ عنوان قطعی نیست.

## - الکترولیز با استفاده از غشاء
۱- به دلیل جدا نمودن سدیم و تبدیل آن به سود محصول جانبی با ترکیب سود (NaOH) و پراکسید (H2O2) تولید می‌شود که خود کاربردهای صنعتی و بهداشتی دارد.
۲- به دلیل عدم تزریق سدیم به آب در مکان‌هایی که شوری آب نگران‌کننده است به هیچ عنوان TDS آب تحت تأثیر قرار نمی‌گیرد.
۳- به دلیل وجود یون‌های اسیدی (ClO-) در محیط الکترولیز، pH محلول بسیار پایین و در حد زیر ۳ و اسیدی می‌باشد.
۴- به دلیل پایین بودن pH، قدرت گندزدایی بسیار بالا است و محلول از ORP بالای ۱۰۰۰ برخوردار می‌باشد.
۵- به دلیل تولید مولکول ازن از تجزیه الکتریکی مولکول آب، میزان ازن تولید شده در حد مناسب و کاملاً مشخص می‌باشد.
۶- با توجه به استفاده از غشاء، تولید مقدار اکسیژن در آب و حل کردن آن در حد اشباع در محصول بدیهی است. مقدار اکسیژن بالا باعث پایداری ازن و عدم تجزیه آن به اکسیژن می‌گردد.
۷- به دلیل pH پایین محصول تولیدی غلظت یون OH- در محلوی صفر بوده و O3به هیچ عنوان تحت تأثیر واکنش با یون پروکسید تحلیل نمی‌رود.
۸- به دلیل پیچیدگی محیط الکترولیز با وجود غشاء، کنترل پروسه تولید بسیار دشوار واحتیاج به فناوری خاص بخصوص در غالب استفاده از نوع آندها و روکش‌های آن و سیستم‌های کنترلی جریان دارد همین امر امکان صنعتی نمودن و فراگیر نمودن آن را محدود می‌سازد به دلیل آنکه کشور آلمان به عنوان اولین کشور پیشگام در صنعتی ساختن این فناوری در سال ۲۰۰۴ بوده‌است، می‌توان به توانایی‌های صنعتی بودن آن و طولانی بودن عمرمفید آن پی برد.
۹- نوآوری‌های بسیاری در قسمت‌های مختلف این فناوری وجود دارد که آن را کاملاً منحصر به فرد می‌سازد.
۱۰- سل مورد استفاده از نوع تخت بوده و شرایط هیدرولیکی در آن پیچیده‌تر از سل‌های استوانه‌ای می‌باشد.
۱۱- این تکنولوژی توسط محققین ایرانی بومی‌سازی گردیده و هیچ گونه وابستگی به کشور صاحب تکنولوژی ندارد

## مزایای محصول آنولیت تولید شده در تکنولوژی الکترولیز نمک طعام که از غشاء استفاده می‌نماید
۱- جداسازی سدیم موجود در محیط الکترولیز که به عنوان یک محصول ثانوی تولید و ذخیره می‌گردد. عدم تزریق سدیم در آب شبکه باعث عدم ازدیاد و شوری آب و بالا رفتن TDS آن نمی‌گردد.
۲- تولید چهار ماده ازن، کلر، دی اسید کلر و اکسیژن هم‌زمان که به صورت محلول در یک مایع به وجود می‌آیند و هر یک وظایف ذیل را بعهده دارند.
- الف- ازن (O3): به دلیل قدرت گندزدائی بالای ازن، بلافاصله بعد از تزریق محلول، ازن محلول در آن بخش اعظمی از گندزدایی اولیه را بعهده می‌گیرد. علاوه بر گندزدایی، ازن می‌تواند برخی ترکیبات آلی خطرناک مانند THMها و فنل و بنزن و برخی ترکیبات آلی حلقوی دیگر را نیز در آب آشامیدنی از بین برد که همگی از عوامل بسیار خطرناک و سرطانزا در آب هستند.
- ب-Cl2: کلر آزاد محلول در مایع گندزدایی از تزریق در آب به فرم HOCl- (اسید هیپوکلروس) درآمده و مشارکت ۹۰ درصدی در گندزدایی ثانویه در داخل شبکه را بعهده خواهد گرفت. غلظت Cl2 بین ۵۰۰ تا 800 mg/Lit متغیر بوده و براساس نیاز مقدار محلول محاسبه و تزریق می‌گردد. از آنجائیکه تزریق بالای Cl2 در آب احتمال تولید هالوژن‌ها (THM)ها را در آب افزایش می‌دهد مقدار آن نباید از حد قابل قبولی در هنگام تزریق تجاوز نماید.
- ج- دی اکسید کلر (ClO2) : این ماده از قدرت گندزدایی بالایی برخوردار بوده و هم در گندزدایی اولیه در کنار ازن بسیار کمک‌کننده است و هم در از بین بردن بیو فیلم داخل لوله می‌تواند بسیار مفید باشد.
- د- O2: غلظت بالای اکسیژن (در حد اشباع) در داخل محلول گندزدا سبب می‌گردد تا O3 به O2 تبدیل نشده و ماندگاری آن بیشتر گردد چرا که O3 در شرایط عادی در محیط گازی یا مایع بسیار ناپایدار و متمایل به تجزیه و تبدیل به O2 می‌باشد. گذشته از آن تزریق هرچند ناچیز اکسیژن به آب باعث گوارتر شدن آن و همچنین در فرایند تجزیه مواد عالی داخل لوله به دلیل هوازی بودن فرایند به جای CH4(گاز متان) گاز CO2 تولید می‌شود که این امر باعث کاهش تولید THM در داخل شبکه خواهد شد.

## 3- pH پایین
- اسیدی بودن محلول تولید شده، آن را در طبقه‌بندی گندزداهای بسیار قوی (با 1000<ORP) قرار می‌دهد. سرعت گندزدایی برای باکتری‌های معمول با غلظت حدود 105NPM ماننده کالیفرم، ایکولای و سودوموناس زیر یک دقیقه می‌باشد. این مزیت سبب می‌گردد تا از نابودی صددرصدی میکروارگانیزم‌ها در همان دقایق اولیه تزریق اطمینان حاصل نموده و بنابراین می‌توان حتی بلافاصله بعد از استخراج آب از چاه یا منابع آبی دیگر با تزریق این ماده آن را در شبکه آبرسانی رها نمود.

## ۴- کاهش میزان تولید THMها و کاهش خطرات بهداشتی آب
- از آنجائیکه تزریق مقدار بالای Cl2 در آب احتمال تولید هالوژن‌ها (THM)ها را در آب افزایش می‌دهد مقدار غلظت اولیه تزریقی نباید از یک محدودهٔ مشخصی تجاوز نماید. از آنجائیکه این محلول مولتی اکسیدانت می‌باشد لذا بخش اعظم گندزدایی اولیه توسط عناصر دیگری غیر ازکلر آزاد صورت می‌گیرد و کلر آزاد در نقش گندزدایی ثانویه همراه آب در شبکه حرکت می‌نماید؛ بنابراین مقدار تزریق کلر در ابتدا به صورت چشمگیری کاهش می‌یابد که این خود باعث کاهش ۸۰ درصدی احتمال تشکیل هالومتان‌ها در مدل شبکه می‌گردد.

## ۵- ماندگاری بالای محلول آنولیت
- به دلیل وجود چند اکسیدانت محلول تولید شده ماندگاری محلول نیز تا حد قابل ملاحظه‌ای در شبکه افزایش می‌یابد و این باعث می‌گردد حتی در قسمت‌های انتهایی شبکه که مواقع کم یا قطع آب مقدار کلر باقی‌مانده در آب افزایش پیدا می‌کند و عمل گندزدایی ثانویه متوقف نگردد. ماندگاری کلر در ظرف دربسته و در قفسه بیش از یکسال می‌باشد.

## ۶- از بین بردن بیو فیلم داخل لوله
- به دلیل از بین رفتن بیو فیلم داخل لوله به مرور زمان (در طول یکسال) تخریب و نشتی در شبکه بخصوص لوله‌های فلزی کاهش می‌یابد بگونه‌ای که براساس گزراش یک شرکت آمریکایی در هزینه‌ای بهره‌برداری از شبکه آبرسانی ۶۰ درصد صرفه جویی اتفاق خواهد افتاد.